# Cesare Brambilla
Cesare Brambilla (Bernareggio, Llombardia, 3 de maig de 1885 - Milà, 3 de març de 1954) va ser un ciclista italià que va córrer durant la primera dècada del segle xx. En el seu palmarès destaca la victòria a la Volta a Llombardia de 1906.

## Palmarès
- 1906
  - 1r a la Volta a Llombardia

### Resultats al Tour de França
- 1909. Abandona (3a etapa)